# Entrevaux

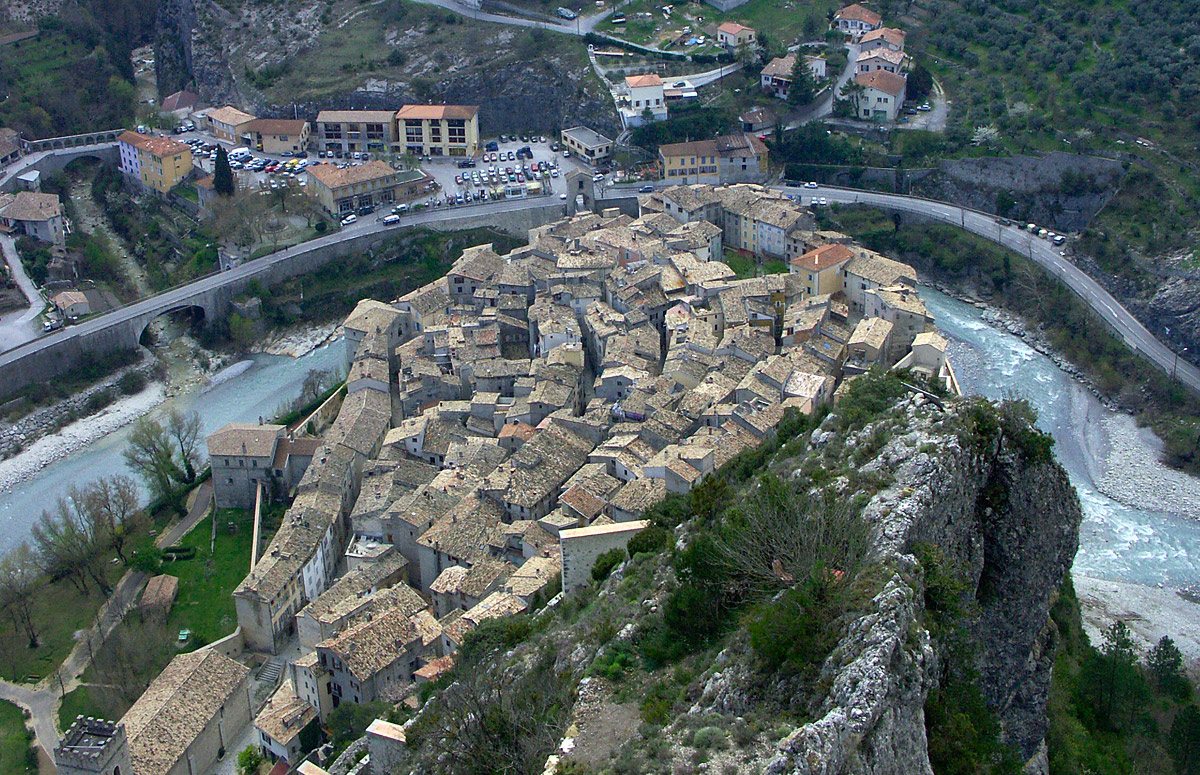
Byn Entrevaux och floden Var

Entrevaux är en kommun i departementet Alpes-de-Haute-Provence i regionen Provence-Alpes-Côte d'Azur i sydöstra Frankrike. Kommunen ligger  i kantonen Entrevaux som ligger i arrondissementet Castellane. År 2022 hade Entrevaux 791 invånare.

## Befolkningsutveckling
Antalet invånare i kommunen Entrevaux
Referens: INSEE